# 中村仲蔵 (初代)

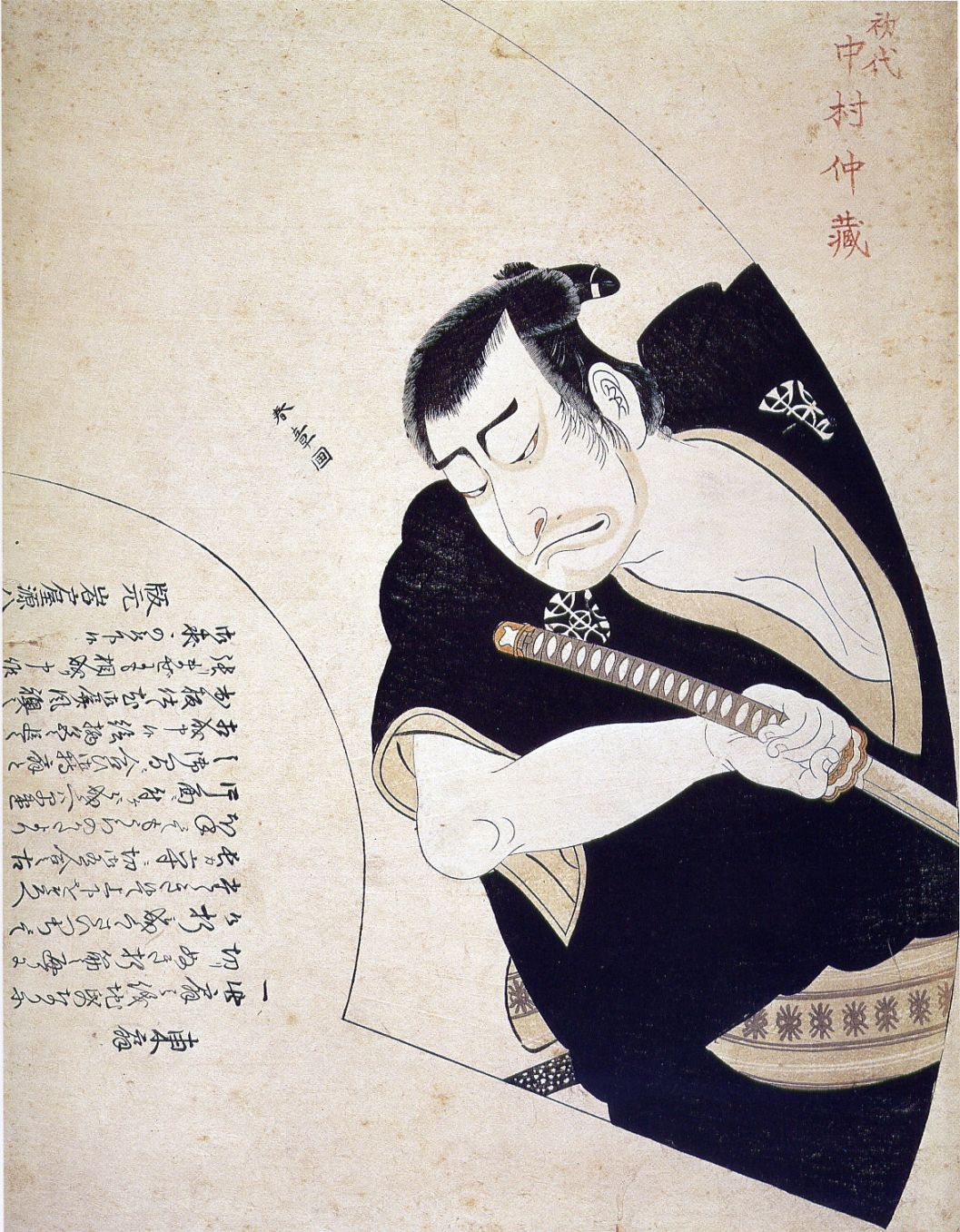
初代中村仲蔵の斧定九郎。勝川春章画。

初代 中村仲蔵（しょだい なかむら なかぞう、元文元年〈1736年〉 - 寛政2年4月23日〈1790年6月5日〉）とは、江戸時代中期の歌舞伎役者。俳名は秀鶴、屋号は堺屋（のちに榮屋）。紋は中車紋・三つの人の紋。「名人仲蔵」とよばれた名優であり、江戸時代の伝説の歌舞伎役者ともいわれる。妻は長唄の七代目杵屋喜三郎の娘お岸。

## 来歴
浪人斉藤某の子として生まれる（江戸平井村渡し守の子の説あり）。4歳の時に舞踊の師匠志賀山お俊の養子となり、お俊の夫長唄の師匠六代目中山小十郎の名をもらって中山万蔵と名乗る。はじめは舞踊関係で活動していたが、寛保3年（1743年）役者に転向し、二代目中村勝十郎門下で中村市十郎と名乗る。初舞台はそれから2年後の延享2年（1745年）、中村中蔵の名で中村座に立つ。寛延3年（1750年）、贔屓にされていた吉川某に身請けされ、一時役者を廃業する。人形町で酒屋を営んだり、志賀山流の稽古屋を開き、その傍ら能楽や音曲などを習得する。
宝暦4年（1754年）、舞台に復帰する。はじめは4年のブランクに不振を極め、先輩同輩から「楽屋なぶりもの」にされるなどして、自殺未遂に至るほど苦しむが、奮起して一心不乱に芸を磨く。その有様を見て人々は、中蔵を「芸きちがい」と呼んだ。やがてその才能を四代目市川團十郎に認められてからは人気が上がり、『仮名手本忠臣蔵』五段目で斧定九郎を現行の姿（黒羽二重に献上博多帯）で演じて評判となる。天明5年（1785年）、中村仲蔵と改名する。なお一時養父の名である中山小十郎を名乗ることがあったが、すぐに仲蔵に戻った。また舞踊では八代目（一説には六代目）志賀山万作と名乗り、志賀山流を発展させた。享年55。墓所は下谷の日蓮正宗・常在寺であったが、同寺が区画整理のため池袋に移転する際、谷中霊園に改葬された。戒名は浄華院秀伯善量信士。

## 功績
一代で仲蔵の名を大名跡とし、門閥外から大看板となった立志伝中の人である。立役・敵役・女形のほか、所作事を得意とした。『舌出三番叟』のほか、『菅原伝授手習鑑』の菅丞相、『義経千本桜』の権太と狐忠信、『関の扉』の関兵衛、『戻籠』の次郎作、『娘道成寺』の白拍子などが当り役であった。著書に『秀鶴日記』、『秀鶴随筆』、自伝『月雪花寝物語』などがある。

## その他
- 落語で現在も口演される人情噺『中村仲蔵』の主人公。落語『淀五郎』では主人公の澤村淀五郎を励ます役で登場する。
- 定九郎を今日の浪人風に演じたのは仲蔵の工夫によるものであるが、三代目中村仲蔵の著書『手前味噌』によると、初代仲蔵が立作者の金井三笑と『曽我の対面』の工藤の演出をめぐって不和となり、三笑がわざと定九郎一役だけを仲蔵に振って嫌がらせをしたのが事の起こりということである。考証に詳しい六代目三遊亭圓生は『中村仲蔵』を演じるとき、上記の説をとっている。
- 落語では定九郎の役作りの祈願のために柳島の妙見様へ通ったとされているが、実際の仲蔵は葬儀も墓所も菩提寺は下谷常在寺であり、同じ富士派（日蓮正宗・大石寺末）の常泉寺に参詣したとする見解もある。（常泉寺の境内は業平、小梅一帯であった。）「とにかく三七・二十一日間お詣りしていたんです。そして二十一日満願の帰りに夕立ちになってしまって、業平橋あたりのそば屋へ入って雨やどりをしていたら、そこへ一人の浪人が赤鞘（あかさや）の刀を差して、破れた蛇の目傘を持って尻っぱしょりで入って来て、入って来るなり蛇の目傘の雨しずくを振り切るわけです。その格好が美事だったんでしょう。仲蔵はその姿を見て、「これだ！」ということでその姿を定九郎の役に取り入れて素晴らしい演技ができたそうですよ。」慧燈第８号（昭和５５年３月１５日発行）
- 紋の「中車紋」は中の字を四つ組み合わせたもので、師匠の中村傳九郎家のもの。替紋は、仲蔵が舞台に上がる時気合いを入れるために「人」の字を3回書いて飲み込んだことに由来するという。
- 平成17年（2004年）、大阪松竹座・東京日生劇場で初代中村仲蔵を主人公にした新作狂言『夢の仲蔵千本桜』が上演されている。仲蔵を勤めたのは現・二代目松本白鸚だった。

## 初代中村仲蔵が登場する作品
- 講談・落語
  - 中村仲蔵
  - 淀五郎
- 小説
  - 松井今朝子『仲蔵狂乱』（1998年、講談社刊） - 第8回時代小説大賞受賞作品。
- テレビドラマ
  - 大型時代劇スペシャル「忠臣蔵うら話 仲蔵狂乱」（2000年、朝日放送・松竹芸能、原作：松井今朝子）
演：7代目市川新之助（青年期）、12代目市川團十郎（壮年期）
  - 忠臣蔵狂詩曲 No.5 中村仲蔵 出世階段（2021年、NHKプレミアム / BS4K）[2]
演：6代目中村勘九郎
- 舞台
  - 中村仲蔵 〜歌舞伎王国 下剋上異聞〜（2023年、脚本：源孝志、演出：蓬莱竜太、制作：ホリプロ）
演：藤原竜也